# Bistum Belleville
Das Bistum Belleville (lateinisch Dioecesis Bellevillensis, englisch Diocese of Belleville) ist eine Diözese der römisch-katholischen Kirche und liegt im US-Bundesstaat Illinois, Bischofssitz ist die gleichnamige Stadt. Das Bistum wurde vom damaligen Bistum Alton abgetrennt und am 7. Januar 1887 errichtet. Es ist ein Suffraganbistum des Erzbistums Chicago. Erster Bischof von Belleville war der aus Deutschland stammende John Janssen.

## Bischöfe von Belleville
- John Janssen (1888–1913)
- Henry J. Althoff (1913–1947)
- Albert Rudolph Zuroweste (1947–1976)
- William Michael Cosgrove (1976–1981)
- John Nicholas Wurm (1981–1984)
- James Patrick Keleher (1984–1993)
- Wilton Daniel Gregory (1993–2004)
- Edward Kenneth Braxton (2005–2020)
- Michael McGovern (2020–2025, dann Erzbischof von Omaha)
- Sedisvakanz (seit 2025)

## Weblinks

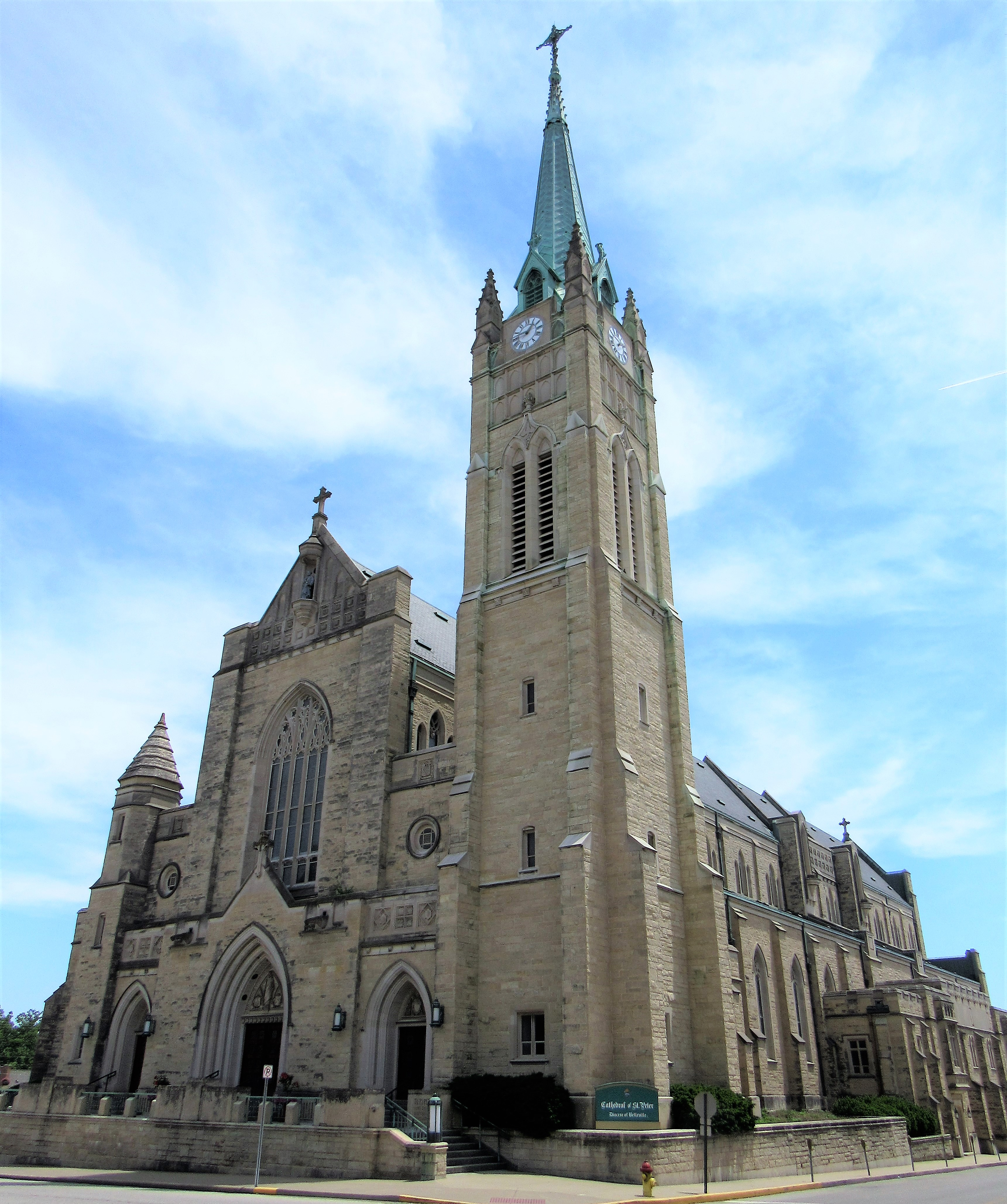
Kathedrale: Saint Peter